# Cina ai Giochi olimpici
La Cina, con la denominazione di Repubblica Popolare Cinese, ha partecipato per la prima volta ai Giochi olimpici nel 1952.
In precedenza, dal 1932 al 1948, la Cina aveva preso parte ai Giochi come delegazione della Repubblica di Cina. Nel 1952, il Comitato Olimpico Internazionale (CIO) invitò ai Giochi sia la Repubblica Popolare Cinese sia la Repubblica di Cina, ovvero l'attuale Taiwan, ma quest'ultima rifiutò in segno di protesta. A causa delle controversie sullo status politico della Cina, la Repubblica Popolare Cinese non ha partecipato ai Giochi olimpici fino ai Giochi olimpici invernali del 1980. La loro prima apparizione ai Giochi olimpici estivi dopo il 1952 fu ai Giochi del 1984 a Los Angeles, negli Stati Uniti.
Il Comitato Olimpico Cinese nella sua forma attuale fu riconosciuto nel 1979. Prima della Guerra civile cinese, gli atleti partecipavano ai Giochi olimpici in quanto rappresentanti della Repubblica di Cina (ROC). Quest'ultima continuò a partecipare dal 1952 al 1976 (Giochi olimpici invernali), ma rappresentando solo atleti dall'isola di Taiwan (anche se i membri della squadra di calcio ai Giochi olimpici del 1960 venivano perlopiù da Hong Kong). La disputa sull'uso del nome Cina portò al boicottaggio dei Giochi da parte della Repubblica Popolare Cinese in questi anni. Nel 1979, il CIO approvò una risoluzione per cui la squadra della Repubblica di Cina sarebbe stata chiamata Cina Taipei e ciò aprì le porte per la Repubblica Popolare Cinese ad aderire finalmente al movimento olimpico.
Hong Kong ha un proprio comitato olimpico sin dal 1950 e partecipa ai Giochi olimpici dal 1952.  Dopo che il territorio fu restituito alla Repubblica Popolare e fu creata la regione amministrativa speciale di Hong Kong nel 1997, questa situazione non è cambiata e Hong Kong continua a competere separatamente con il nome Federazione Sportiva e Comitato Olimpico di Hong Kong, Cina.
La Cina ha organizzato i Giochi olimpici estivi del 2008 e quelli invernali del 2022. Pechino è l'unica città ad aver ospitato almeno una volta sia le Olimpiadi estive che quelle invernali.
Gli atleti cinesi hanno vinto 636 medaglie ai Giochi olimpici estivi e 77 ai Giochi olimpici invernali.

## Medaglieri

### Medaglie alle Olimpiadi estive

Variazione del numero di medaglie cinesi alle Olimpiadi estive in 1952 e dal 1984 al 2010.

| Giochi                           | Oro              | Argento          | Bronzo           | Totale           |
| -------------------------------- | ---------------- | ---------------- | ---------------- | ---------------- |
| 1952 Helsinki                    | 0                | 0                | 0                | 0                |
| 1956 Melbourne                   | non partecipante | non partecipante | non partecipante | non partecipante |
| 1960 Roma                        | non partecipante | non partecipante | non partecipante | non partecipante |
| 1964 Tokyo                       | non partecipante | non partecipante | non partecipante | non partecipante |
| 1968 Città del Messico           | non partecipante | non partecipante | non partecipante | non partecipante |
| 1972 Monaco                      | non partecipante | non partecipante | non partecipante | non partecipante |
| 1976 Montreal                    | non partecipante | non partecipante | non partecipante | non partecipante |
| 1980 Mosca                       | non partecipante | non partecipante | non partecipante | non partecipante |
| 1984 Los Angeles                 | 15               | 8                | 9                | 32               |
| 1988 Seul                        | 5                | 11               | 12               | 28               |
| 1992 Barcellona                  | 16               | 22               | 16               | 54               |
| 1996 Atlanta                     | 16               | 22               | 12               | 50               |
| 2000 Sydney                      | 28               | 16               | 14               | 58               |
| 2004 Atene                       | 33               | 17               | 14               | 64               |
| 2008 Pechino (nazione ospitante) | 48               | 22               | 30               | 100              |
| 2012 Londra                      | 38               | 31               | 22               | 91               |
| 2016 Rio de Janeiro              | 26               | 18               | 26               | 70               |
| 2020 Tokyo                       | 38               | 32               | 19               | 89               |
| Totale                           | 263              | 199              | 174              | 636              |

### Medaglie alle Olimpiadi invernali

Variazione del numero di medaglie cinesi alle Olimpiadi invernali 1980-2010.

| Giochi                           | Oro | Argento | Bronzo | Totale |
| -------------------------------- | --- | ------- | ------ | ------ |
| 1980 Lake Placid                 | 0   | 0       | 0      | 0      |
| 1984 Sarajevo                    | 0   | 0       | 0      | 0      |
| 1988 Calgary                     | 0   | 0       | 0      | 0      |
| 1992 Albertville                 | 0   | 3       | 0      | 3      |
| 1994 Lillehammer                 | 0   | 1       | 2      | 3      |
| 1998 Nagano                      | 0   | 6       | 2      | 8      |
| 2002 Salt Lake City              | 2   | 2       | 4      | 8      |
| 2006 Torino                      | 2   | 4       | 5      | 11     |
| 2010 Vancouver                   | 5   | 2       | 4      | 11     |
| 2014 Soči                        | 3   | 4       | 2      | 9      |
| 2018 Pyeongchang                 | 1   | 6       | 2      | 9      |
| 2022 Pechino (nazione ospitante) | 9   | 4       | 2      | 15     |
| Totale                           | 22  | 32      | 23     | 77     |

### Medaglie per disciplina

#### Olimpiadi estive
| Sport               | Oro | Argento | Bronzo | Totale |
| ------------------- | --- | ------- | ------ | ------ |
| Tuffi               | 47  | 24      | 10     | 81     |
| Sollevamento pesi   | 38  | 16      | 8      | 62     |
| Tennis tavolo       | 32  | 20      | 8      | 60     |
| Ginnastica          | 29  | 21      | 19     | 69     |
| Tiro                | 26  | 16      | 25     | 67     |
| Badminton           | 20  | 12      | 15     | 47     |
| Nuoto               | 16  | 21      | 12     | 49     |
| Atletica leggera    | 10  | 12      | 16     | 38     |
| Judo                | 8   | 3       | 11     | 22     |
| Taekwondo           | 7   | 1       | 3      | 11     |
| Scherma             | 5   | 7       | 3      | 15     |
| Trampolino          | 4   | 4       | 6      | 14     |
| Pugilato            | 3   | 5       | 6      | 14     |
| Vela                | 3   | 3       | 2      | 8      |
| Canoa/kayak         | 3   | 2       | 0      | 5      |
| Pallavolo           | 3   | 1       | 2      | 6      |
| Lotta               | 2   | 5       | 8      | 15     |
| Canottaggio         | 2   | 4       | 6      | 10     |
| Ciclismo            | 2   | 3       | 3      | 8      |
| Tiro con l'arco     | 1   | 6       | 2      | 9      |
| Tennis              | 1   | 0       | 1      | 2      |
| Nuoto sincronizzato | 0   | 5       | 2      | 7      |
| Pallacanestro       | 0   | 1       | 1      | 2      |
| Beach volley        | 0   | 1       | 1      | 2      |
| Karate              | 0   | 1       | 1      | 2      |
| Hockey su prato     | 0   | 1       | 0      | 1      |
| Calcio              | 0   | 1       | 0      | 1      |
| Softball            | 0   | 1       | 0      | 1      |
| Pentathlon moderno  | 0   | 1       | 0      | 1      |
| Ginnastica ritmica  | 0   | 1       | 0      | 1      |
| Pallamano           | 0   | 0       | 1      | 1      |
| Golf                | 0   | 0       | 1      | 1      |
| Pallacanestro 3x3   | 0   | 0       | 1      | 1      |
| Totale              | 262 | 199     | 174    | 635    |

#### Olimpiadi invernali
| Sport                   | Oro | Argento | Bronzo | Totale |
| ----------------------- | --- | ------- | ------ | ------ |
| Short track             | 12  | 16      | 9      | 37     |
| Freestyle               | 5   | 8       | 4      | 17     |
| Pattinaggio di figura   | 2   | 3       | 4      | 9      |
| Pattinaggio di velocità | 2   | 3       | 4      | 9      |
| Snowboard               | 1   | 2       | 0      | 3      |
| Curling                 | 0   | 0       | 1      | 1      |
| Skeleton                | 0   | 0       | 1      | 1      |
| Totale                  | 22  | 32      | 23     | 77     |